# Salvinia adnata
Salvinia adnata (бытовые названия — сальвиния гигантская, карибский сорняк (после оккупации этим растением водохранилища Кариба), сальвиния вредная) — крупный плавающий на поверхности водоёмов папоротник, вид рода Сальвиния (Salvinia) из семейства Сальвиниевые (Salviniaceae).

## Описание
Родина растения — юго-восточная Бразилия, но ныне оно распространено почти повсеместно в тропиках и субтропиках: Юго-Восточная Азия, Африка, 12 южных штатов США (с 1990-х годов), Вест-Индия, Южная Америка, Австралия и Океания, Гавайи, в Европе встречается только в Италии. Распространение сорняка по миру произошло как целенаправленно (экспорт из Бразилии как аквариумное растение и растение для садовых прудов), так и непреднамеренно (с рыбой, судами, птицами).
Листья имеют в поперечнике 5—40 мм с щетинками, водоотталкивающие, «супергидрофобные». Листья собраны в трёхчленные мутовки: два находятся на поверхности, третье — в воде. Размножается спорами. В идеальных условиях толщина покрова растением воды может достигать 90 сантиметров, а его масса достигать 8,9 кг на 1 м². Растение предпочитает пресные стоячие или вялотекущие воды: озёра, пруды, канавы, старицы, байу, заливные рисовые поля. Salvinia molesta хорошо переносит обезвоживание, предпочитает умеренные температуры, но способна выдержать низкие и высокие. Идеальные условия для растения: температура 20—30 °C, pH 6—7,7. Растение очень быстро размножается: его количество удваивается за 2,2 суток, одно-единственное растение может занять площадь более 100 км² за три месяца.
Синоним видового названия — Salvinia auriculata auct.

## Вред
Плотное покрытие растением поверхности водоёма ограничивает доступ солнечного света и кислорода в воду, что губит другую флору и фауну водоёма. Кроме того, перелётные водоплавающие птицы с высоты могут перепутать озеро, заросшее сорняком, где они могли бы отдохнуть, с лугом или полем, что вынуждает их лететь дальше без передышки.
C 2000 по 2006 года в списке всемирного наследия, находящегося под угрозой находился национальный орнитологический парк Джудж, который наводнила Salvinia molesta. Тем не менее за шесть лет с нашествием сорняка удалось справиться.
Для борьбы с сорняком используются долгоносики вида Cyrtobagous salviniae.

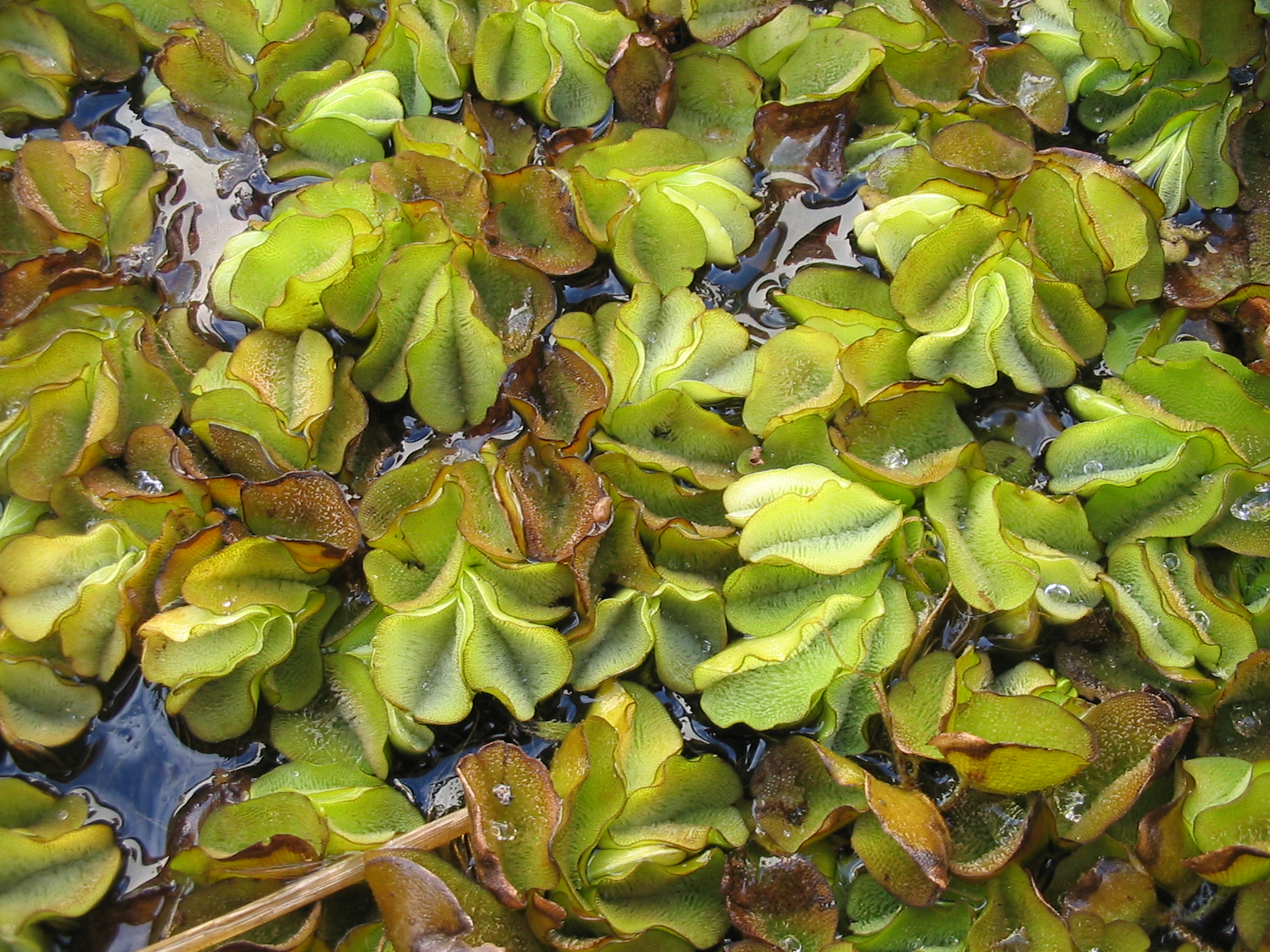
Заросли сальвинии вредной
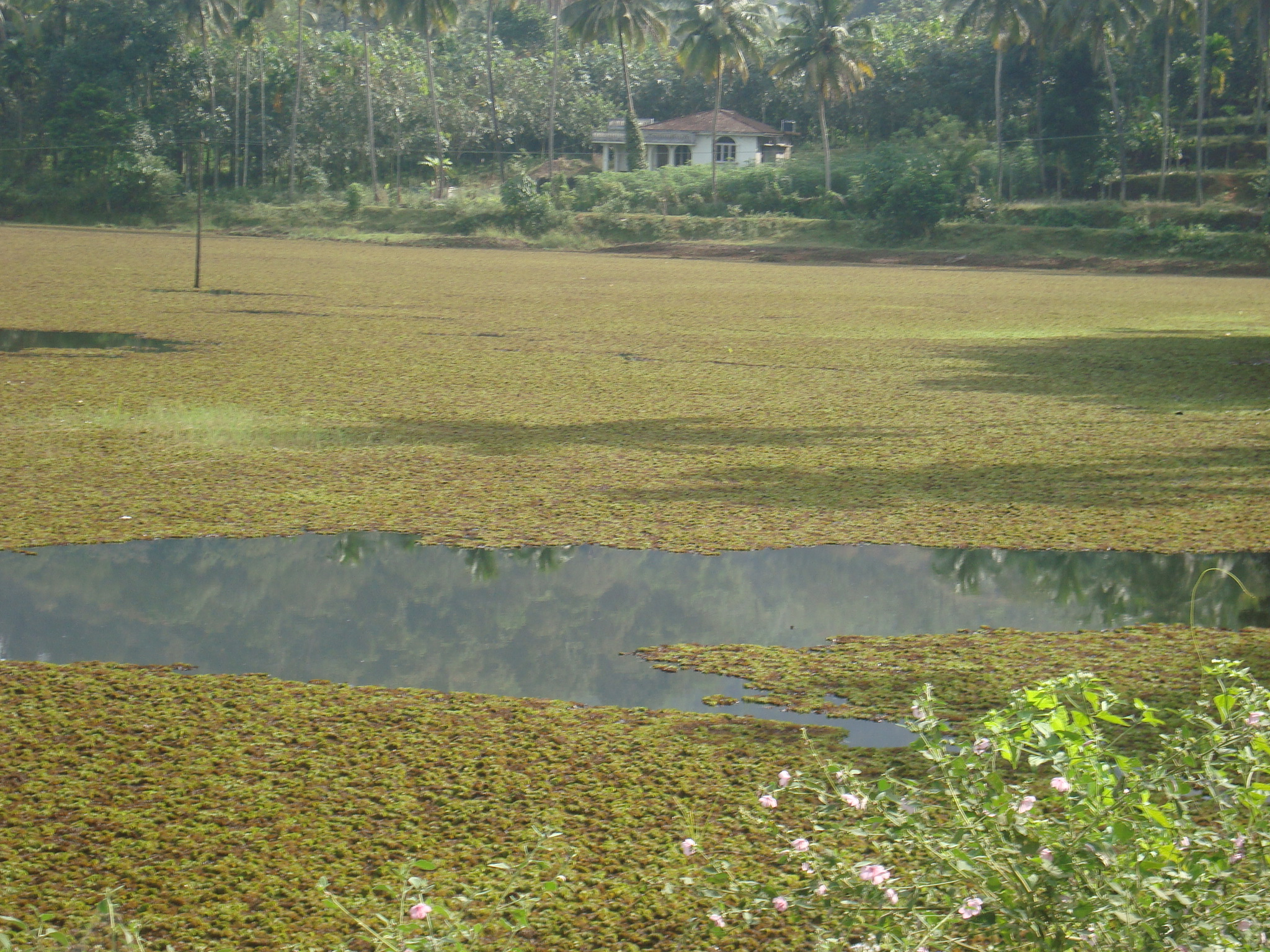
В африканском озере
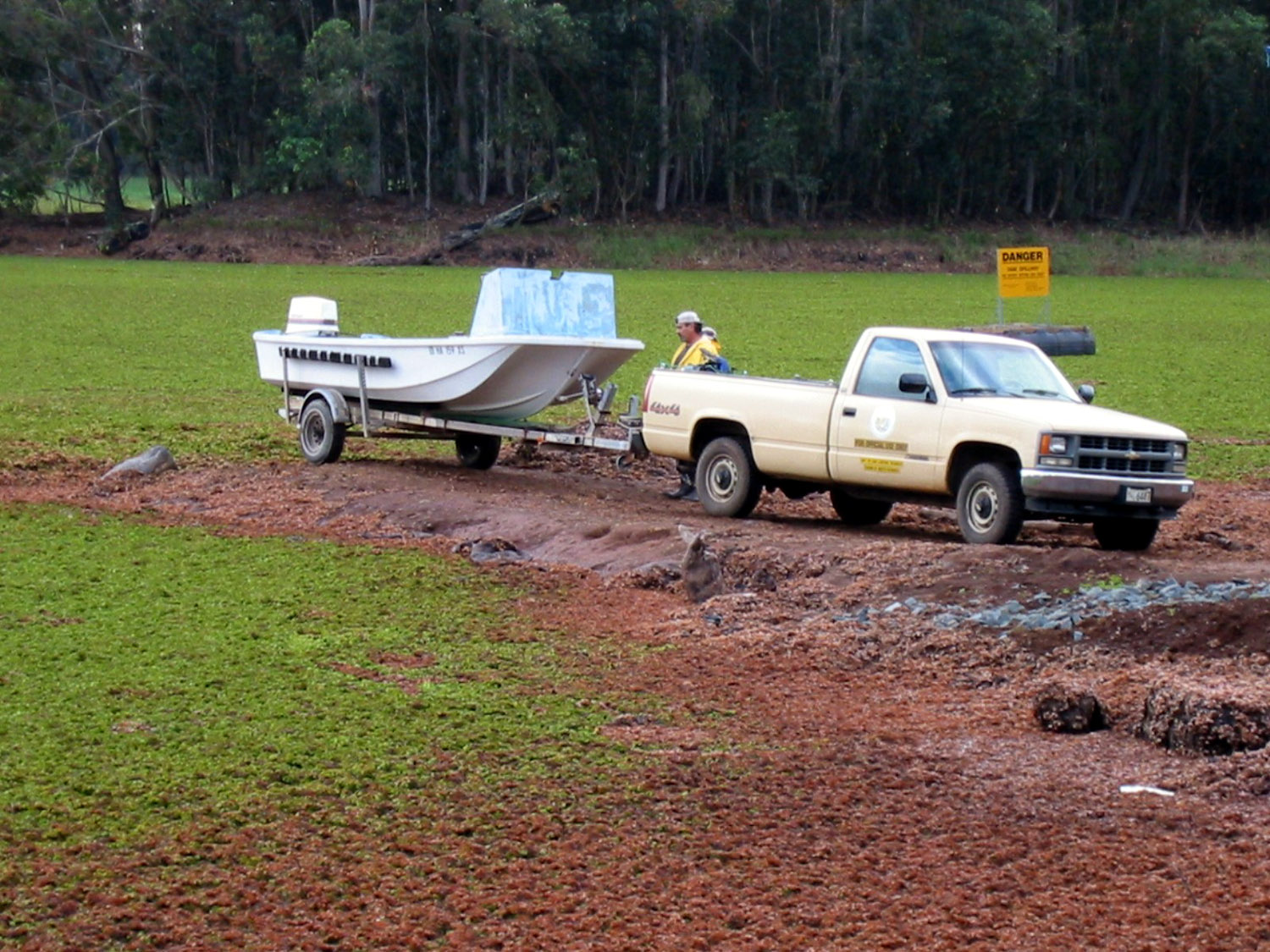
В гавайском озере

## Польза
Филиппинские учёные установили возможность использования Salvinia molesta для очистки загрязнённых вод.
Американские учёные из университета Стивена Ф. Остина утверждают, что вытяжки из Salvinia molesta могут помочь в борьбе с раком.